# Karl Straube
Montgomery Rufus Karl Siegfried Straube (Berlín, 6 de gener, 1873 - Leipzig, 27 d'abril, 1950), va ser un organista alemany i director del St. Thomas Choir Leipzig.

## Biografia
educació i professió
Karl Straube era el fill petit de Johannes Straube, que era organista i constructor harmonios a Berlín. La seva mare Sarah Palmer provenia de la noblesa rural anglesa; el germà gran William Straube es va convertir en pintor. Després de la formació inicial amb el seu pare, Karl va continuar la seva formació autodidacta; No va completar cap estudi acadèmic. No obstant això, aviat es va convertir en un virtuós de l'orgue ben conegut. El 1897 va rebre la posició que desitjava com a organista a la catedral de Willibrordi a Wesel a causa de la mida de l'orgue Sauer de 80 registres allà, on va interpretar diverses de les obres de Max Reger per primera vegada. Com a director musical de la parròquia protestant, també va dirigir el cor de l'escola del "Royal Gymnasium" i l'escola secundària, que tradicionalment tenia una estreta relació amb l'església de Willibrordi.
El gener de 1903, Straube es va convertir en organista de l'església de sant Tomas de Leipzig. El mateix any va esdevenir director de cor de la Societat Bach de Leipzig. El 1907 Straube va ser professor d'orgue al Conservatori Reial de Música de Leipzig. El 1908 hi va ser nomenat professor. En aquesta qualitat, Straube va tenir un paper semblant a Marcel Dupré a París: fins als anys setanta, gairebé no hi havia un organista important a Alemanya que no passés per la seva escola. L'autor d'una obra estàndard sobre improvisació per a orgues, Karl Ludwig Gerok (1906–1975), va ser un dels seus estudiants. Els seus últims estudiants destacats van ser Karl Richter i Heinz Zickler.
El 1918 Straube va ser nomenat Thomaskantor a Leipzig com a successor de Gustav Schreck. Va cedir el càrrec d'organista de la Thomaskirche a Günther Ramin. El 1919 va fundar l'Institut de Música d'Església al Conservatori, que va dirigir fins al 1941 i de nou de 1945 a 1948. Finalment, el 1920, Straube va unir el cor de la Societat Bach de Leipzig amb el cor Gewandhaus, del qual va ser director fins al 1932. Straube estava casat amb Hertha Johanna, de soltera Küchenel (1876–1974), amb qui va tenir una filla (Elisabeth, 1904–1924).
A la tardor de 1920, Straube va acompanyar el primer viatge del cor de Sant Tomàs a l'estranger, que els va portar a Dinamarca i Noruega i va posar les bases perquè el cor guanyés cada cop més una gran reputació internacional.

## Treballa com a Thomascantor
Straube va ser el primer Thomascantor en segles que ja no va compondre. Més aviat es va dedicar a treballar amb el cor, que efectivament va haver de ser reconstruït després de la Primera Guerra Mundial. Va augmentar el nombre de concerts, entre altres coses. transformant l'assaig principal anterior del divendres en un segon motet (a més del que ja es feia el dissabte).
Straube va estudiar a poc a poc totes les cantates de Johann Sebastian Bach amb el cor de Sant Tomàs, que va interpretar per primera vegada els diumenges als oficis de l'església a partir de 1931. L'emissió radiofònica de quatre anys de totes les cantates de Bach es va retardar fins al 1937 a causa de diverses dificultats. Les emissions de ràdio, algunes de les quals també es feien a l'estranger, van ajudar a donar a conèixer la Coral de Sant Tomàs més enllà de les fronteres de Leipzig, que al seu torn va promoure els viatges.

## Treball al departament d'orgue
Straube es va allunyar cada cop més de l'estil romàntic tardà imperant i va tornar a buscar l'ideal sonor barroc, amb el qual va tenir una forta influència en el moviment de l'orgue a Alemanya. Aquest canvi d'estil també és clarament visible en la sèrie d'edicions de partitures que va publicar anomenades "Antics mestres de l'orgue".
En una carta al superintendent de Leipzig, Oskar Pank, va exigir una càtedra, un salari més alt i una ampliació de l'orgue Sauer a l'església de Sant Tomàs basat en l'orgue Sauer molt més gran a l'església commemorativa de Berlín i va donar suport, els seus desitjos amb un canvi obertament previst l'Església Memorial. Després va rebre el títol de professor i el 1908 l'ampliació d'orgue. Tanmateix, l'espai disponible només era suficient per a 88 registres, cosa que Straube va acceptar.
Straube també és important com a primer intèrpret de la música d'orgue de Max Reger, que va ser amic seu a la mateixa edat i l'obra del qual va recolzar molt i també va tenir una influència decisiva (per exemple quan va deixar de treballar en el Rèquiem llatí de Reger). Mitjançant el seu contacte amb l'organista Thomas Reger es va familiaritzar amb els grans orgues moderns de l'època amb les seves versàtils ajudes per tocar. Això al seu torn va influir en les seves composicions. El 1901 Straube es va fer càrrec de l'estrena de les Tres Fantasies corals de Reger. Els dos estaven en viu intercanvi d'idees i correspondència.

## El paper en el nacionalsocialisme
Karl Straube ja era membre de l'NSDAP el 1926 (número de membres 27.070), al qual es va incorporar de nou el maig de 1933. Després que els nacionalsocialistes "prengueren el poder" va signar la Declaració sobre la música d'Església al Tercer Reich el maig de 1933, que es va publicar l'agost de 1933 a la revista "Die Musik" així com a la revista per a la música: "Estem compromesos, a la base popular de tota la música d'església." L'octubre de 1933, Straube es va convertir en director honorari de l'Oficina del Reich per a la Música d'Església de l'Església Evangèlica, que estava subordinada al "bisbe del Reich" Ludwig Müller. Des de 1934 va ser membre del comitè administratiu de la Cambra de Música del Reich. Com a part de les Jornades de Música del Reich de les Joventuts Hitlerianes el novembre de 1937 a Stuttgart, va traslladar el Thomanerchor al HJ (Thomanerchor der Hitlerjugend), on el Thomanerchor actuava amb l'uniforme de HJ.
A finals de 1939, Straube va dimitir com a Thomaskantor, però va continuar ensenyant a la Universitat de Música de Leipzig. El seu successor al Thomaskantorate el 1940 va ser el seu alumne Günther Ramin.

## Des de 1945
Després del bombardeig del seu apartament, Straube va viure breument a Tübingen i va tornar a Leipzig el maig de 1945. Després d'un repàs de la seva activitat política durant l'època nazi, el Bloc Democràtic Antifeixista el va declarar rehabilitat l'octubre del mateix any. Straube va continuar donant classes d'orgue fins al març de 1949, però es va tornar cada cop més fràgil i va patir una sordesa creixent.
Karl Straube va ser enterrat al Südfriedhof de Leipzig. El 2021, la tomba va ser restaurada àmpliament per iniciativa de la "Paul Benndorf Society".

## Fons
Les cartes pòstumes de Karl Straube es troben als fons de l'editor musical de Leipzig C. F. Peters als Arxius Estatals de Leipzig. La Biblioteca Central de Zuric també té una col·lecció de cartes adreçades a Straube.

## Leónides
"The Leonids" era el nom d'un club social que es va fundar a Leipzig l'any 1909 per artistes, científics i ciutadans interessats.

## Premis i honors
- 1922: Doctor honoris causa per la Facultat de Filosofia de la Universitat de Leipzig
- 1929: Doctor honoris causa per la Facultat de Teologia de la Universitat de Leipzig
- A Wesel, i el --Karl-Straube-Strasse-- porta el seu nom.[12]